# Stephan Andrist
Stephan Andrist (Erlenbach im Simmental, 12 dicembre 1987) è un calciatore svizzero, centrocampista dello Schötz.

## Carriera
Nella stagione 2011-2012 ha esordito nelle coppe europee.

## Palmarès

### Club

#### Competizioni nazionali
- Campionato svizzero: 1

Basilea: 2011-2012
- Coppa Svizzera: 1

Basilea: 2011-2012